# Poniatowski-Denkmal (Leipzig)

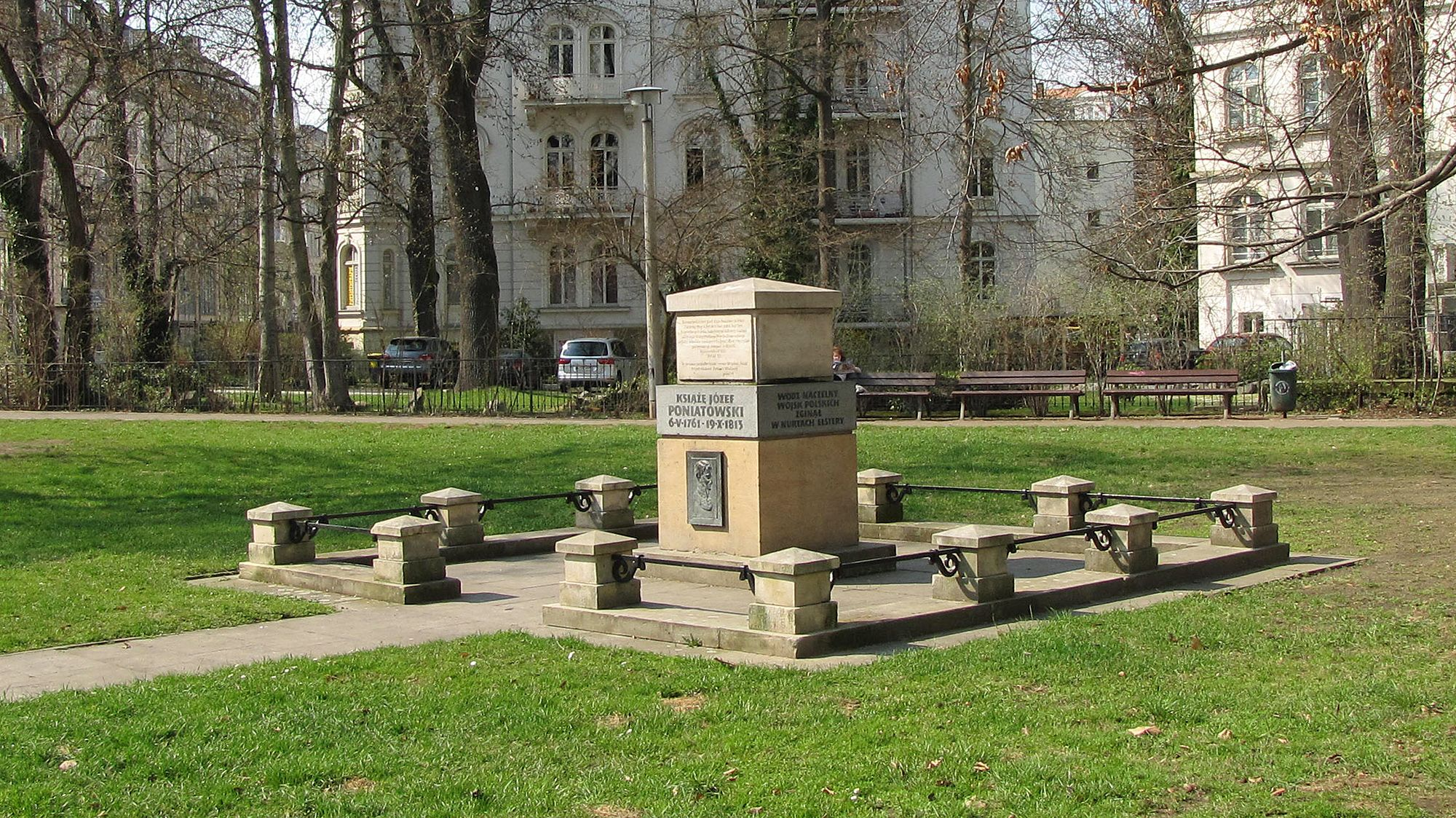
Poniatowski-Denkmal (2013)

Das Poniatowski-Denkmal in Leipzig erinnert an den in Napoleons Diensten stehenden polnischen Fürst Józef Antoni Poniatowski (1763–1813), der in der Völkerschlacht hier ums Leben kam. Es steht unter Denkmalschutz.

## Lage und Gestalt
Das Denkmal steht auf einer kleinen, baumbestandenen Wiesenfläche zwischen dem Elstermühlgraben und der Einmündung der Gottschedstraße in die Elsterstraße in der Inneren Westvorstadt im Ortsteil Zentrum-West. Das Denkmal steht auf einer gepflasterten Fläche von etwa 5 × 5 Metern, die durch 12 kleine Säulen in Form des Denkmaloberteils begrenzt wird, die durch ornamentgeschmückte Eisenstangen verbunden sind.

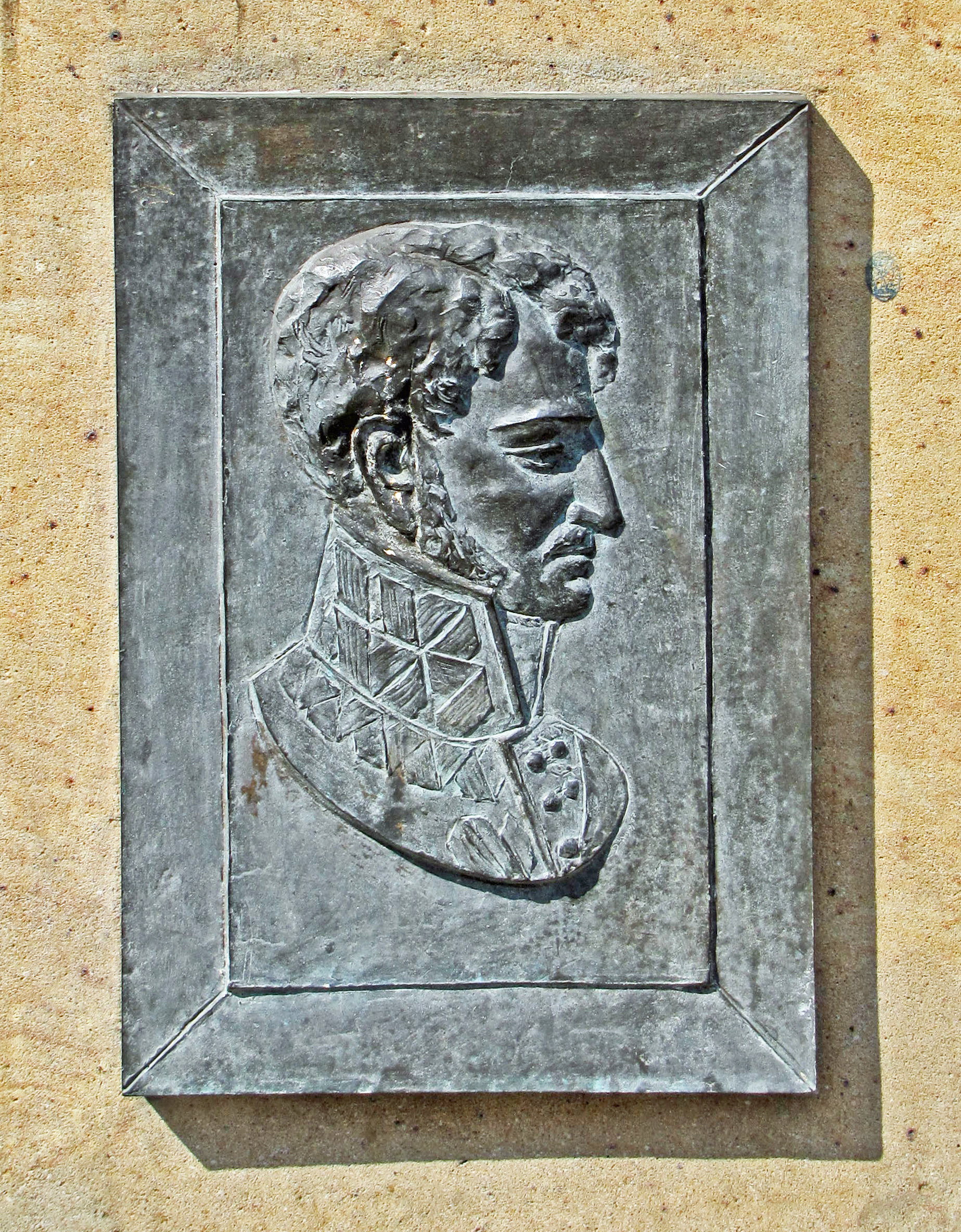
Bronzerelief (2013)

Das Denkmal mit einer Gesamthöhe von 1,80 Metern besitzt drei Teile. Auf einer Grundplatte ruht ein Sandsteinquader von 0,9 m Kantenlänge und 0,75 m Höhe, der auf seiner Vorderseite eine Bronzeplatte mit dem Bildnis Poniatowskis trägt. Dann folgt eine 0,4 m dicke Granitplatte gleichen Querschnitts mit Inschriften. Der obere, aus der Geschichte des Denkmals herrührende Teil, ist wiederum aus Sandstein mit einer Kantenlänge von 0,75 m mit einer Deckplatte in Form einer flachen Pyramide und weiteren Inschriften.
Die Beschriftungen an der Granitplatte lauten: vorn: KSIAŹE JÓZEF | PONIATOWSKI | 6·V·1761 - 19·X·1813; rechts: WÓDZ NASZELNY | WOYSK | POLSKICH ZGINAL | W NURTACHELZTERY; hinten: FÜRST JOZEF | PONIATOWSKI | 6·V·1761 - 19·X·1813; links: OBERSTER FELDHERR DES POLNISCHEN HEERES UMGEKOMMEN IN DEN FLUTEN DER ELSTER.
Am Oberteil steht an der Vorderseite polnischer und an der linken Seite lateinischer Text, der in deutscher Übersetzung an der hinteren Seite des unteren Sockelteils angebracht ist: HIER | IN DEN FLUTEN DER ELSTER | HAT FÜRST JOSEF PONIATOWSKI | OBERSTER FELDHERR DES POLNISCHEN HEERES | MARSCHALL DES FRANZÖSISCHEN STAATES | DEN RÜCKZUG DES GROSSEN FRANZÖSISCHEN HEERES | DECKEND UND ALS LETZTER DAS SCHLACHTFELD VERLASSEND | MIT DREI TÖDLICHEN WUNDEN BEDECKT | AM 19.OKTOBER A.D.1813 SEIN LEBEN BEENDET | DAS ER DEM RUHM UND DEM VATERLAND GEOPFERT HATTE. | ER LEBTE 52 JAHRE. | DIES MIT TRÄNEN BESPRENGTE BESCHEIDENE | ANDENKEN HINTERLIESS SEINEM FÜHRER DER SOLDAT | EIN POLE SEINEM LANDSMANN.
Gegenwärtig ist das Denkmal wegen der Freilegung des letzten Abschnitts des Elstermühlgrabens eingelagert und wird nach Abschluss der Baumaßnahme wieder an seinem Platz aufgestellt. Die obige Beschreibung bezieht sich auf den Zustand vor der Einlagerung.

## Geschichte
Beim Rückzug des geschlagenen Napoleonischen Heeres aus Leipzig am 19. Oktober 1813 wurde durch die zu frühe Sprengung der Elsterbrücke etwa 20.000 Soldaten der Rückzugsweg abgeschnitten, sodass ihnen nur die Flucht durch die Hochwasser führende Elster blieb, unter ihnen der bereits verwundete Poniatowski zu Pferde, der in der Elster ertrank.

Poniatowski-Stein
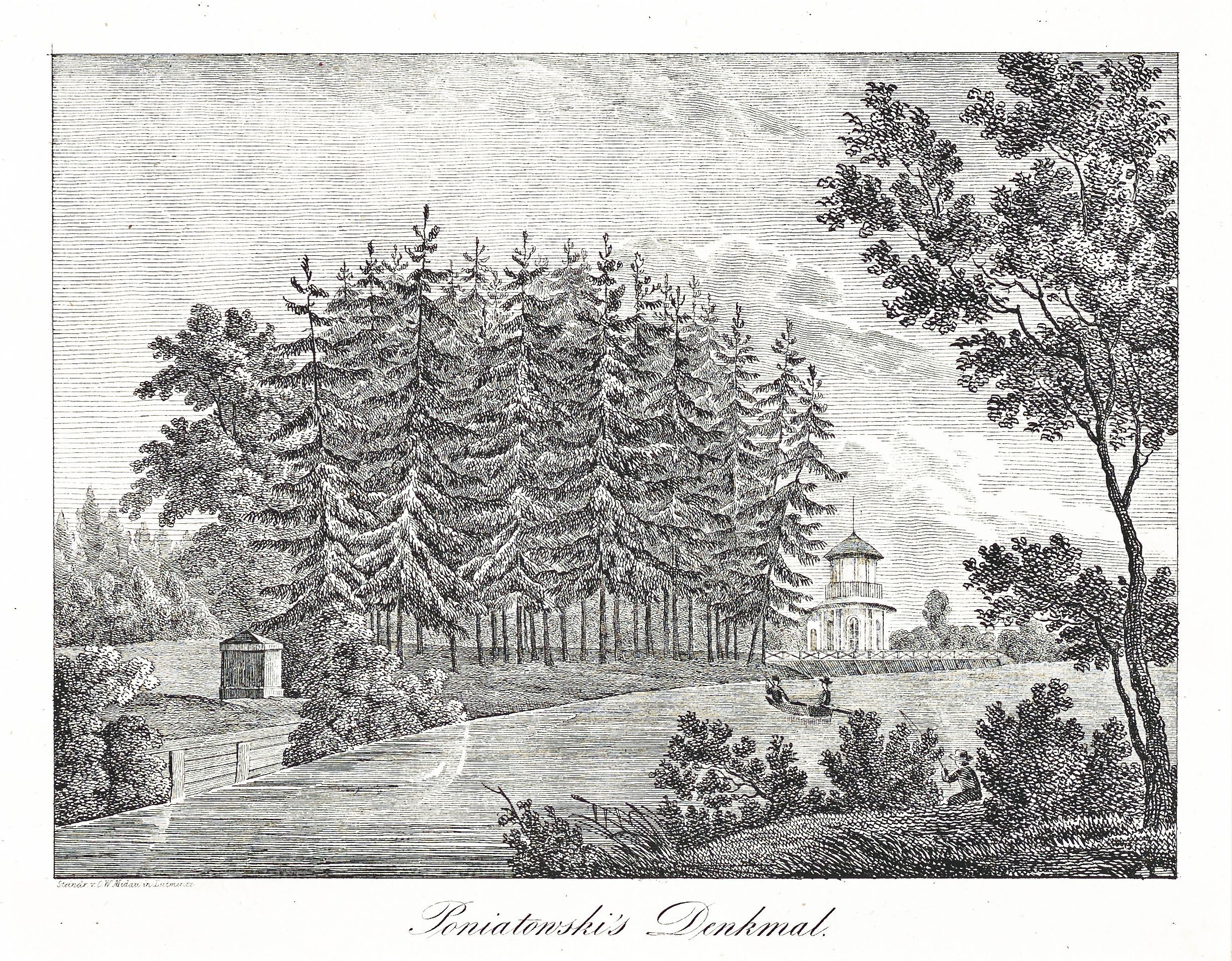
In Reichenbachs Garten
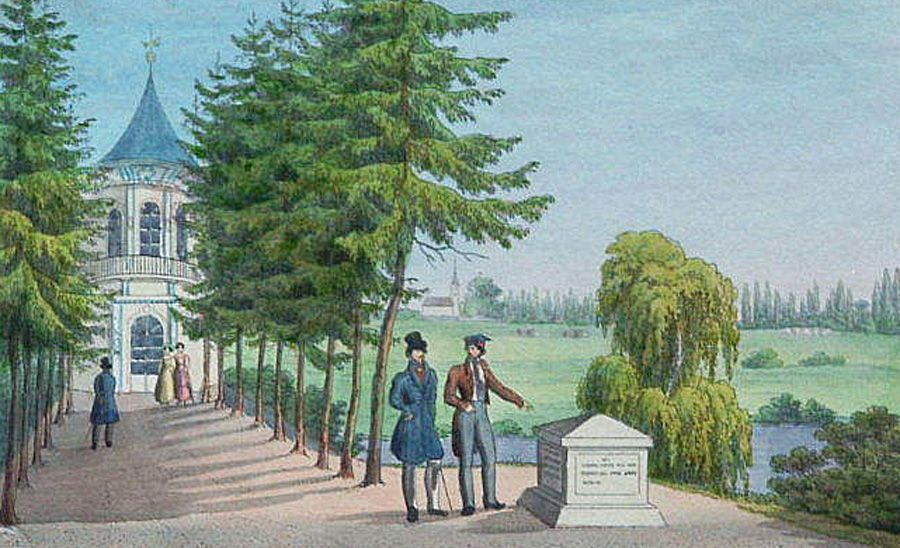
In nunmehr Gerhards Garten
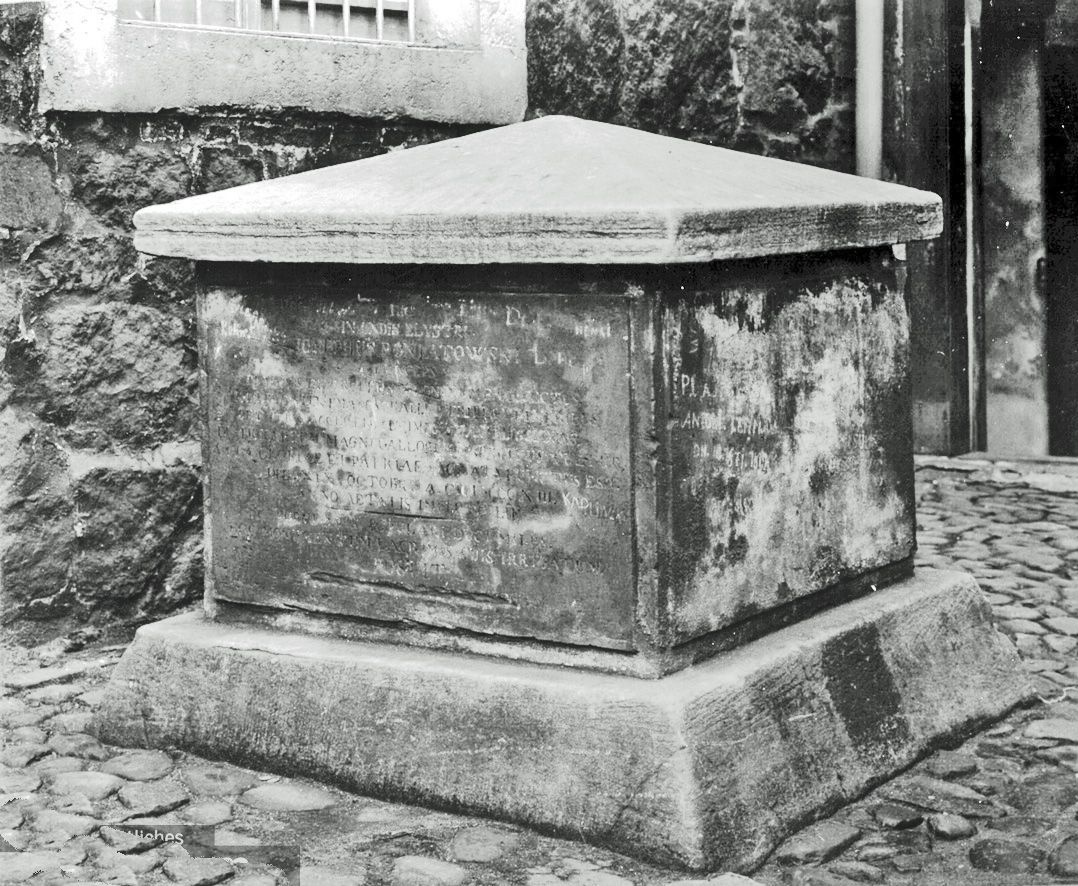
1907 im Hinterhof

Noch 1813 wurde an der Auffindungsstelle der Leiche Poniatowskis in Richters Garten ein mit Blech beschlagenes und mit einer Aufschrift versehenes Ziegelsteinviereck errichtet, das (wahrscheinlich) 1814 durch einen kompakten Sandsteinquader in dem nun Christian Wilhelm Reichenbach (1778–1858) gehörenden Garten ersetzt wurde. Der spätere Besitzer des Gartens, Wilhelm Gerhard (1780–1858) integrierte ihn in seine Gartengestaltung. Als 1863 Gerhards Garten parzelliert und bebaut wurde, blieb der Stein immer noch an seinem ursprünglichen Platz und fand sich im Hinterhof von Poniatowskistraße 14 (heute Gottschedstraße 42) wieder und verkam dort über die Jahre. 1963 wurde er in den zu einem öffentlichen Schmuckplatz umgestalteten Garten des Grundstücks Gottschedstraße 44 umgesetzt, auf den heute noch existierenden zweiteiligen Sockel gehoben und die Inschrift nachgearbeitet. Im Sommer 1982 erfolgte eine Rekonstruktion durch die polnische Werkstätte für Denkmalpflege, und die Einfassung sowie der deutsche Text am Sockel wurden angebracht 1987 folgte die bronzene Porträttafel.

## Weitere Denkmale
- Im Jahr 1914 ließen heimkehrende Polen unter dem Kommando von General Wincenty Krasinski (1782–1858) in Reichenbachs Garten ein weiteres Poniatowski-Denkmal in Form eines Sarkophags errichten, das auch in Gerhards Garten erhalten blieb. Nach der Bebauung des Gartens wurde es in die Lessingstraße in die Nähe der heutigen Lessingschule umgesetzt. 1875 wurden auf dem Monument als Verzierung ein Steinkissen, ein Kürassierhelm und vier Eckakrotorien angebracht. Nach Beginn des Zweiten Weltkrieges wurde das Denkmal mit Teer beschmiert, worauf es die Stadt abreißen ließ.[5]
- Kurz nach dem Krieg errichteten 1945 polnische Soldaten an gleicher Stelle ein provisorisches Poniatowski-Ehrenmal, das bis 1960 bestand.[5]
- Vor ihrer Überführung nach Polen wurde die Leiche Poniatowskis in der Johanniskirche aufgebahrt, einbalsamiert und zunächst in der Ratsgruft des Johannisfriedhofs beigesetzt. Eine von seinen Kameraden gestiftete Grabtafel mit lateinischer Inschrift wurde nach dem Zweiten Weltkrieg nach Polen übereignet und eine Kopie davon auf dem Alten Johannisfriedhof angebracht.
- Der Apelstein Nr. 33 an der Bornaischen Straße/Ecke Liechtensteinstraße in Leipzig-Lößnig bezieht sich auf den Standpunkt der Poniatowskischen Truppe am 18. Oktober 1813.
- Das Brückensprengungsdenkmal an der nicht weit entfernten Funkenburgbrücke erinnert ebenfalls an die Ereignisse, bei denen Poniatowski ums Leben gekommen ist.

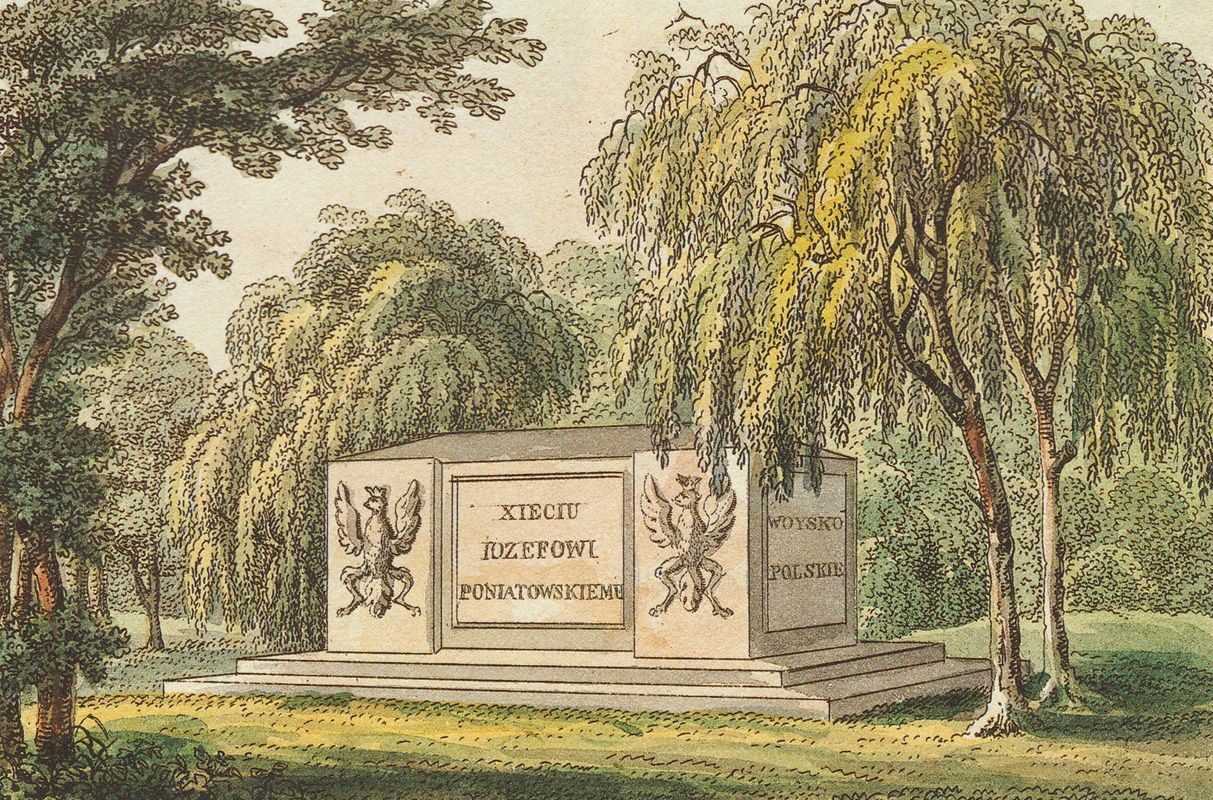
Sarkophag in Reichenbachs Garten (um 1820)
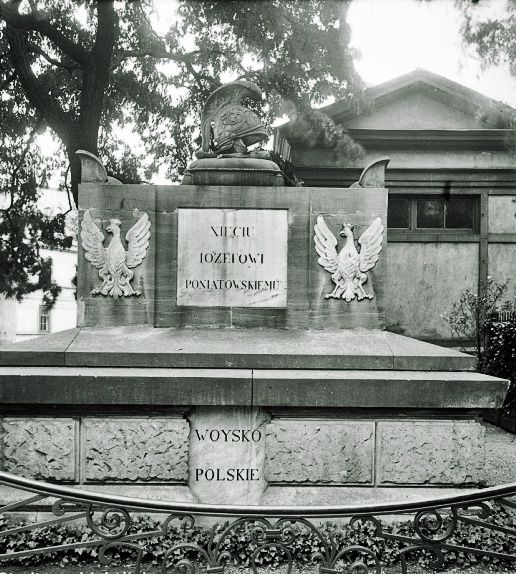
Sarkophag in der Lessingstraße (um 1910)
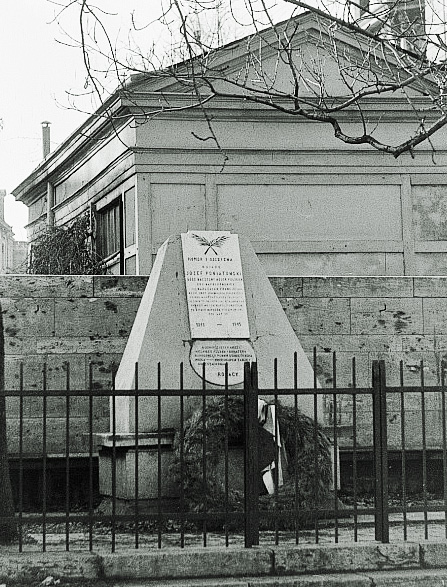
Ehrenmal von 1945 in der Lessingstraße (1947)
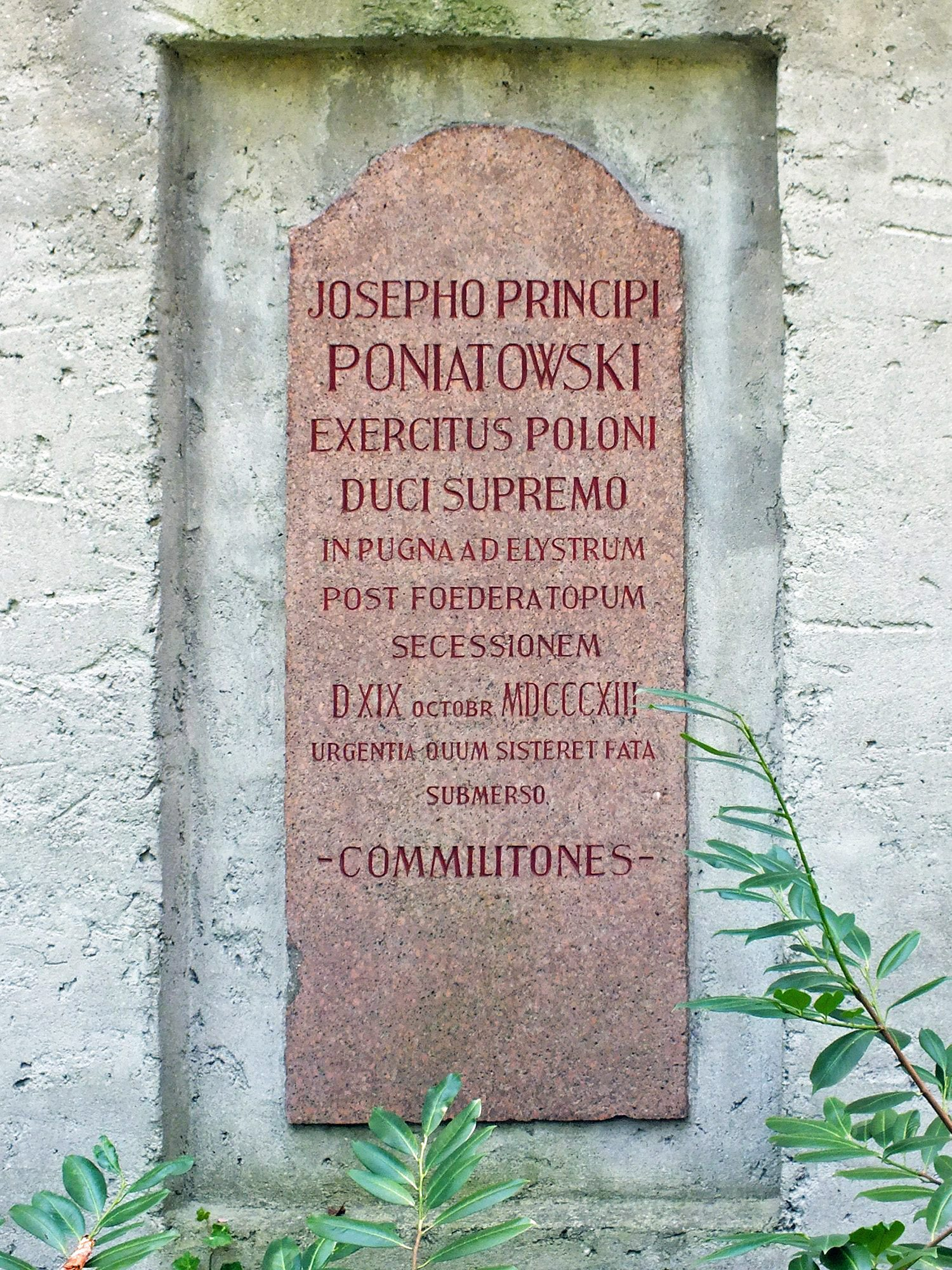
Gedenkplatte Alter Johannisfriedhof (2011)
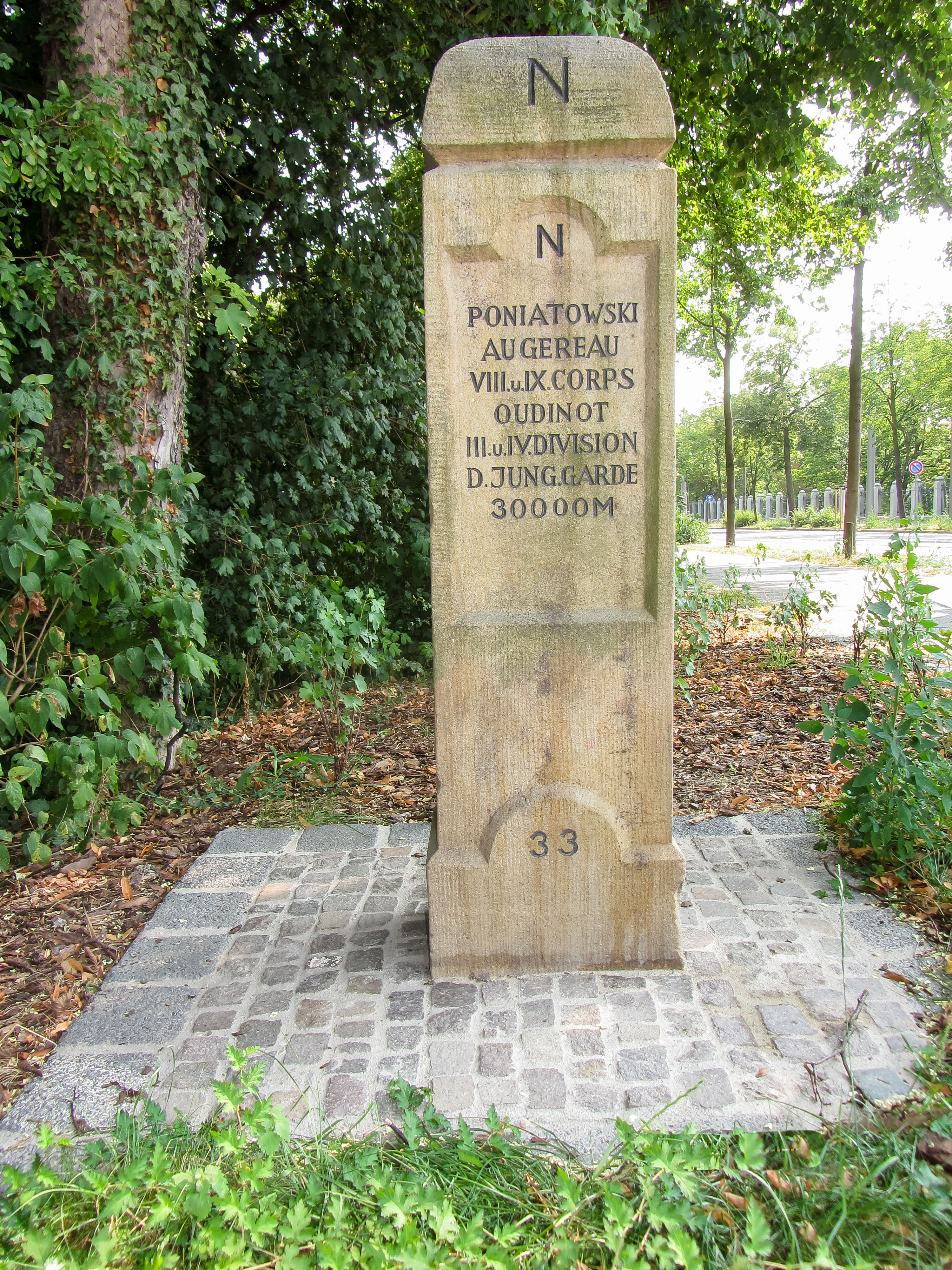
Apelstein Nr. 33 (2016)